# 韋伯斯特 (紐約州村)
韋伯斯特（英語：Webster）是位於美國紐約州門羅縣的村。

## 人口
根據2020年美國人口普查的數據，韋伯斯特的面積為5.71平方千米，皆為陸地。當地共有人口5651人，而人口密度為每平方千米990人。